# 絵森彩
絵森 彩（えもり あや、2004年2月23日 - ）は、日本の女性声優。ボックスコーポレーション所属。Liella!のメンバー。山梨県出身。

## 略歴
2021年9月1日、Twitterアカウントを開設。
2022年5月12日、『ラブライブ!スーパースター!!』のLiella!2期生・鬼塚夏美役に選出。
2024年4月1日、新設されたバンダイナムコミュージックライブのマネジメント部門「StarRise」から「Aya Emori」名義でのアーティストプロジェクト活動開始を発表。Liella!と並行して活動を行う。
2024年7月14日、やまなし大使に就任。

## 人物・エピソード
- 地元チームのヴァンフォーレ甲府のファンで、天皇杯 JFA 第102回全日本サッカー選手権大会の決勝戦にも足を運んでいる[7]。Liella!をはじめとしたラブライブ!シリーズがコラボレーションを行ったFUJIFILM SUPER CUP 2023でもヴァンフォーレ甲府側の応援に参加し、横浜F・マリノス側の応援に参加した伊達さゆりと一緒に国立競技場のスタジアムツアーを行っている[8]。

## 出演
太字はメインキャラクター。

### テレビアニメ
- ラブライブ!スーパースター!!（2022年 - 2024年、鬼塚夏美[4][9]） - 2シリーズ[一覧 1]

### ゲーム
- ラブライブ! スクールアイドルフェスティバル（2022年 - 2023年、鬼塚夏美）
- ラブライブ! スクールアイドルフェスティバル2 MIRACLE LIVE!（2023年 - 2024年、鬼塚夏美[10]）

### 配信番組
- 絵森彩のエモリアルCafe（2023年 - 、ニコニコチャンネルプラス）[11]

### ラジオ
- えもりん家によっちゃばれ！（2024年 - 、AuDee）[12]

### 朗読劇
- THE MOST DISTANT DAY FROM YOU（2024年[13]）

## 書籍

### 写真集
- 1st写真集『ayaful!』（2024年2月23日発売、主婦の友社）ISBN 978-4074594191[14]
- 2nd写真集『生彩』（2025年3月14日発売、ワニブックス）ISBN 978-4847085956

### フリーペーパー
- ライフスタイルマガジン晴耕雨読（サンニチ印刷）
  - 35号（2023年7月14日発行）- 表紙、特集モデル[15][16]
  - 36号（2023年12月14日発行）- 表紙、特集モデル[17][18]
  - 37号（2024年7月18日[19]発行）- 表紙、特集モデル[20][21]

### シリーズ一覧
1. ↑  第2期（2022年）、第3期（2024年）